# 光之路者
光之路者（波斯語：‎）是伊朗针对一个大型旅行团的称呼。该旅行团推出的是朝圣旅游，他们参观伊朗与伊拉克曾发生战争的战区。该朝圣旅游者参观的战区包括西部战区及西南部战区。这类地区完全不同于其他地区。该朝圣旅游活动一般推行于春假和暑假。最热门旅游地区为胡齐斯坦省，尤其是在边境地区——杀柆梅迠（Shalamcheh）。他们还前往烈士纪念碑如：苏萨（Shoosh）、法渴（Fakke）等。